# Hypobryon
Hypobryon — рід грибів. Назва вперше опублікована 1983 року.